# ريتشارد إنغهام
ريتشارد إنغهام (بالإنجليزية: Richard Ingham)‏ هو ملحن بريطاني، ولد في 25 مارس 1954.